# Can Costa (Vilobí d'Onyar)
Can Costa és una masia del municipi de Vilobí d'Onyar (Selva). Es troba al vessant de migdia del volcà de la Crosa de Sant Dalmai, dominant tota la plana de Sant Dalmai. Es troba encerclada per un gran mur de pedra que volta tot el perímetre de la finca que arriba al punt més alt del volcà i s'estén per tot el vessant sud d'aquest. És una obra declarada bé cultural d'interès nacional.

## Descripció
És un gran edifici format per diversos edificis adossats. La part més antiga la formen dues cases unides perpendicularment per una torre cantonera quadrada, de quatre plantes i coronada per merlets de pedra. El primer edifici, orientat a migdia, és de tipus basilical amb dues plantes i golfes. El portal és d'arc de mig punt adovellat. Hi ha una inscripció amb un escut i la inscripció "IO MIQUEL COSTA A 6 DE SETEMBRE DE 1584". Les obertures són quadrangulars amb llinda monolítica. Recentment s'ha aixecat el cos central de les golfes i s'han fet un seguit d'obertures que recorren tota la llargada. L'edifici orientat a llevant és de dues plantes amb vessants a laterals. El portal és també adovellat i dues de les finestres amb llinda monolítica porten les dates de 1570 i 1574.
Al costat esquerre en el lloc de les antigues corts, fins fa poc hi havia una construcció moderna amb teulada a quatre vents. Les importants reformes de les que encara avui està sent objecte, han convertit aquest cos de serveis en un altre edifici de dues plantes i golfes amb vessants a laterals, totalment nou, que imita d'alguna manera els edificis originals. Hi ha també una construcció exempta al costat dret amb teulada a dues vessants i tancament de vidre.

## Història
És un mas fortificat del 1584 segons es desprèn d'una inscripció que hi ha a la façana: "Io Miquel Costa a 6 de setembre de 1584". Can Costa està situat en el capbreu del Castell de Vilobí de 1338. Al segle xix fou adquirit per la família Rastrodis a uns senyors de Barcelona.